# Велика награда Саудијске Арабије 2022.
Велика награда Саудијске Арабије 2022. (званично познат као енгл. Formula 1 STC Saudi Arabian Grand Prix 2022) је била трка Формуле 1 која је одржана 27. марта 2022. на стази Џеда Корнич у Саудијској Арабији. Било је то друго издање Велике награде Саудијске Арабије и друга рунда светског шампионата Формуле 1 2022.
Макс Верстапен из Ред була победио је у трци испред Ферарија Шарла Леклера, који је направио најбржи круг за додатни бод и сувозача из Ферарија Карлос Саинз, Ред булов пол освајач Серхио Перез завршио је четврти.

## Позадина
Викенд трке одржан је 25.-27. марта 2022. и била је друга трка која је одржана у Саудијској Арабији након прве одржане у децембру 2021. Трка је одржана недељу дана после Велике награде Бахреина и две недеље пре Велике награде Аустралије.

### Ракетни удар
Дана 25. марта, складиште нафте Арамко у близини Џеде, отприлике 16 км од стазе, нападнуто је дроновима и пројектилима, што је изазвало велики пожар. Побуњеници покрета Хути у Јемену, који су такође оптужени за лансирање пројектила током Дириџах еПрија 2021. наводно су преузели одговорност. Црни дим је виђен током првог тренинга. Други тренинг је одложен за 15 минута како би се омогућио хитан састанак између возача, директора тимова и генералног директора Формуле 1 Стефана Доменикалија. Упркос нападу, Формула 1 и организатори најавили су да ће се догађај наставити по плану.
Удружење возача Формуле 1 одржало је даљи састанак са возачима у 22:00 по локалном времену, сви возачи су пристали да учествују у остатку догађаја након 4 1⁄2 сата разговора. Како преноси Би-Би-Си, возачи су уверени у погледу безбедности и убеђени да се тркају након што су били упозорени на „последице нетркања“, што је наводно укључивало потенцијално ускраћивање излазне визе за напуштање земље у случају бојкота.

### Шампионати пре трке
Шарл Леклер је био лидер у шампионату возача после прве трке претходног викенда, са осам бодова које га дели од сувозача Карлоса Саинза и 11 бодова од Луиса Хамилтона. У шампионату конструктора, Ферари је водио Мерцедес са 17 поена, а Хас са додатних 17 поена.

### Учесници
Возачи и тимови су били исти као на листи за пријаву сезоне, са изузетком Себастијана Фетела из Астон Мартина, кога је другу узастопну трку заменио Нико Хилкенберг, а први се још увек опоравља од корона вируса.

### Избор гума
Добављач гума Пирели донео је смеше за гуме Ц2, Ц3 и Ц4 (означене као тврде, средње и меке) за тимове да их користе на догађају.

### Критика
Земља домаћин Саудијска Арабија била је под сталним осудама због тога што је спортом прекршила своја људска права кроз Велику награду Формуле 1. Догађај се догодио само неколико дана након масовног погубљења у Саудијској Арабији 2022. у којем је у једном дану погубљен 81 мушкарац. Амнести интернешенел је саопштио да се трци „не сме дозволити да прикрије“ кршења људских права у Саудијској Арабији. Маја Фоа, директорка Реприеве, рекла је да је уговор Формуле 1 са Саудијском Арабијом "да се у спорту опере крвљу натопљен режим Мухамеда бин Салмана".
Луис Хамилтон позвао је саудијске власти да "изведу промене" и рекао да постоји "потреба да се види више", док је навео да возачи не би требало да буду одговорни за питања људских права земље домаћина.

## Тренинг
Одржане су три тренинга, свака у трајању од сат времена. Прва два тренинга одржана су у петак 25. марта у 17:00 и 20:00 по локалном времену (УТЦ+03:00). Трећи тренинг је одржан у 17:00 26. марта. Фераријев Шарл Леклер био је на врху све три сесије испред Макса Верстапена из Ред була, и он и сувозач Карлос Саинз били су приморани да заврше други тренинг раније након сваког удара у зид.

## Квалификације
Квалификације су одржане 26. марта у 20:00 по локалном времену и трајале су један сат. Луис Хамилтон је елиминисан у првом сегменту квалификација по први пут од Велике награде Бразила 2017. и први пут је елиминисан у овој фази квалификација због недостатка темпа од квалификација за Велику награду Британије 2009. Николас Латифи је испао из К1 због судара, првих пет елиминисаних возача били су Јуки Цунода из АлфаТаурија, оба возача Вилијамса Латифи и Александер Албон, Нико Хилкенберг из Астон Мартина и Хамилтон. К2 је обележен црвеном заставом након судара Мика Шумахера, у којем је углавном остао неповређен, иако је послат у болницу на медицинске прегледе из предострожности.
После дуже паузе, сесија је настављена, а на крају су елиминисани Ланс Строл из Астон Мартина, Шумахер, Џоу Гуанју из Алфа Ромеа и оба возача Макларена Данијел Рикардо и Ландо Норис. Током завршног дела квалификација, Серхио Перез из Ред була заузео је своју прву пол позицију у Формули 1 испред Шарла Леклера и Карлоса Саинза за Ферари на другом и трећем месту. Као резултат своје пол позиције, Перез је поставио нови рекорд за возача са највише трка без пол позицију са 215. Перезов сувозач из Ред була Макс Верстапен квалификовао се као четврти испред Естебана Окона на петом и Џорџа Расела на шестом месту. Док је Шумахер накнадно добио медицинско одобрење за трку, Хас је одлучио да вози само један аутомобил (са Кевином Магнусеном) јер би поправка Шумахеровог тешко оштећеног аутомобила угрозила његову способност да се нормално такмичи на Великој награди Аустралије због ограничене понуде резервних делова током три летеће трке на почетку сезоне.
Рикардо који се првобитно квалификовао као 12. добио је казну од три места на старту јер је ометао Окона.

### Квалификациона класификација
| Поз.   | Бр. | Возач            | Конструктор  | Квалификациона времена | Квалификациона времена | Квалификациона времена | Стартна позиција |
| Поз.   | Бр. | Возач            | Конструктор  | К1                     | К2                     | К3                     | Стартна позиција |
| ------ | --- | ---------------- | ------------ | ---------------------- | ---------------------- | ---------------------- | ---------------- |
| 1      | 11  | Серхио Перез     | Ред бул      | 1:29,705               | 1:28,924               | 1:28,200               | 1                |
| 2      | 16  | Шарл Леклер      | Ферари       | 1:29,039               | 1:28,780               | 1:28,225               | 2                |
| 3      | 55  | Карлос Саинз     | Ферари       | 1:28,855               | 1:28,686               | 1:28,402               | 3                |
| 4      | 1   | Макс Верстапен   | Ред бул      | 1:28,928               | 1:28,945               | 1:28,461               | 4                |
| 5      | 31  | Естебан Окон     | Алпин        | 1:30,093               | 1:29,584               | 1:29,068               | 5                |
| 6      | 63  | Џорџ Расел       | Мерцедес     | 1:29,680               | 1:29,618               | 1:29,104               | 6                |
| 7      | 14  | Фернандо Алонсо  | Алпин        | 1:29,978               | 1:29,295               | 1:29,147               | 7                |
| 8      | 77  | Валтери Ботас    | Алфа Ромео   | 1:29,683               | 1:29,404               | 1:29,183               | 8                |
| 9      | 10  | Пјер Гасли       | Алфа Таури   | 1:29,891               | 1:29,418               | 1:29,254               | 9                |
| 10     | 20  | Кевин Магнусен   | Хас          | 1:29,831               | 1:29,546               | 1:29,588               | 10               |
| 11     | 4   | Ландо Норис      | Макларен     | 1:29,957               | 1:29,651               | Н/Д                    | 11               |
| 12     | 3   | Данијел Рикардо  | Макларен     | 1:30,009               | 1:29,773               | Н/Д                    | 141              |
| 13     | 24  | Џоу Гуанју       | Алфа Ромео   | 1:29,978               | 1:29,819               | Н/Д                    | 12               |
| 14     | 47  | Мик Шумахер      | Хас          | 1:30,167               | 1:29,920               | Н/Д                    | —2               |
| 15     | 18  | Ланс Строл       | Астон Мартин | 1:30,256               | 1:31,009               | Н/Д                    | 13               |
| 16     | 44  | Луис Хамилтон    | Мерцедес     | 1:30,343               | Н/Д                    | Н/Д                    | 15               |
| 17     | 23  | Александер Албон | Вилијамс     | 1:30,492               | Н/Д                    | Н/Д                    | 16               |
| 18     | 27  | Нико Хилкенберг  | Астон Мартин | 1:30,543               | Н/Д                    | Н/Д                    | 17               |
| 19     | 6   | Николас Латифи   | Вилијамс     | 1:31,817               | Н/Д                    | Н/Д                    | 18               |
| —      | 22  | Јуки Цунода      | Алфа Таури   | Без времена            | Н/Д                    | Н/Д                    | 193              |
| Извор: |     |                  |              |                        |                        |                        |                  |

Напомена
- ^1  – Данијел Рикардо је добио казну од три места због ометања Естебана Окона током К2.[30]
- ^2  – Мик Шумахер се квалификовао као 14. али се повукао због судара. Возачи који су се квалификовали иза њега добили су позицију на старту.[33]
- ^3  – Јуки Цунода није успео да одреди време током квалификација, али му је дозвољено да се такмичи по нахођењу судија.[32]

## Трка
Трка је почела у 20:00 по локалном времену 27. марта и трајала је 50 кругова. Јуки Цунода је имао проблем са погоном на путу до старта, што га је спречило да почне трку. Перез је у почетку водио са пол позиције испред Леклера, Верстапена и Саинза током 14 кругова. У 15. кругу Николас Латифи се повукао након што је ударио у зид, сигурносни аутомобил се догодио непосредно након што је Перез отишао у бокс, Леклер и Верстапен су били у могућности да оду у боксу под возилом безбедности, што им је омогућило да изађу испред Переза, који је непрописно прошао Саинза, који је такође био у боксу и изашао испред њега, и морао је да врати позицију када је трка настављена.
Током већег дела трке, средина је била близу, дошло је до тешке битке између Фернанда Алонса и Естебана Окона, која се завршила након што је Окон добио наређење да задржи положај. У 35. и 36. кругу, Алонсо, Данијел Рикардо и Валтери Ботас су се повукли у неколико тренутака један од другог због механичких проблема. Леклер није могао да задржи Верстапена ван ДРС-а након што су му се гуме охладиле када је у 37. кругу позван виртуелни безбедносни аутомобил. Након што је дирекција трке прогласила пит лејн затвореном до наставка трке, Луис Хамилтон је био искључен из временске предности у боксу, па је пао са 6. на 12. место.
У круговима 42–43, Леклер и Верстапен су започели ДРС битку, у којој у скретању 27 ниједан возач није желео да преузме вођство и да буде рањив на ДРС напад на правцу и скретању 1. Верстапен је преузео вођство у 46. кругу. У 47. кругу дошло је до судара између Александера Албона и Ланса Строла, чиме је Албонова трка окончана. Жуте заставе у првом кругу након инцидента Албон–Строл спречиле су Леклера у офанзиви ДРС-а у 48. кругу и Верстапен је победио у трци, а Саинз је завршио на подијуму. После трке, Кевин Магнусен, Саинз и Перез су били под истрагом због неуспеха да успоре после жутих застава, међутим, казне нису изречене. Била је то Верстапенова прва победа у сезони и 21. укупно. То је такође била 180. Хамилтонов трка за Мерцедес, надмашивши Михаела Шумахера у већини трка започетих са једним тимом.

### Тркачка класификација
| Поз.                                                    | Бр. | Возач            | Конструктор  | Кругова | Време/Разлика          | Место | Поени |
| ------------------------------------------------------- | --- | ---------------- | ------------ | ------- | ---------------------- | ----- | ----- |
| 1                                                       | 1   | Макс Верстапен   | Ред бул      | 50      | 1:24:19,293            | 4     | 25    |
| 2                                                       | 16  | Шарл Леклер      | Ферари       | 50      | +0,549                 | 2     | 191   |
| 3                                                       | 55  | Карлос Саинз     | Ферари       | 50      | +8,097                 | 3     | 15    |
| 4                                                       | 11  | Серхио Перез     | Ред бул      | 50      | +10,800                | 1     | 12    |
| 5                                                       | 63  | Џорџ Расел       | Мерцедес     | 50      | +32,732                | 6     | 10    |
| 6                                                       | 31  | Естебан Окон     | Алпин        | 50      | +56,017                | 5     | 8     |
| 7                                                       | 4   | Ландо Норис      | Макларен     | 50      | +56,124                | 11    | 6     |
| 8                                                       | 10  | Пјер Гасли       | Алфа Таури   | 50      | +1:02,946              | 9     | 4     |
| 9                                                       | 20  | Кевин Магнусен   | Хас          | 50      | +1:04,308              | 10    | 2     |
| 10                                                      | 44  | Луис Хамилтон    | Мерцедес     | 50      | +1:13,948              | 15    | 1     |
| 11                                                      | 24  | Џоу Гуанју       | Алфа Ромео   | 50      | +1:22,215              | 12    |       |
| 12                                                      | 27  | Нико Хилкенберг  | Астон Мартин | 50      | +1:31,742              | 17    |       |
| 13                                                      | 18  | Ланс Строл       | Астон Мартин | 49      | +1 круг                | 13    |       |
| 142                                                     | 23  | Александер Албон | Вилијамс     | 47      | Штета од судара        | 16    |       |
| Оду                                                     | 77  | Валтери Ботас    | Алфа Ромео   | 36      | Систем хлађења         | 8     |       |
| Оду                                                     | 14  | Фернандо Алонсо  | Алпин        | 35      | Пумпа за воду          | 7     |       |
| Оду                                                     | 3   | Данијел Рикардо  | Макларен     | 35      | Мењач                  | 14    |       |
| Оду                                                     | 6   | Николас Латифи   | Вилијамс     | 14      | Инцидент               | 18    |       |
| НС                                                      | 22  | Јуки Цунода      | Алфа Таури   | 0       | Погонска јединица      | —3    |       |
| ППТ                                                     | 47  | Мик Шумахер      | Хас          | 0       | Квалификациона несрећа | —4    |       |
| Најбржи круг: Шарл Леклер (Ферари) – 1:31,634 (круг 48) |     |                  |              |         |                        |       |       |
| Извор:                                                  |     |                  |              |         |                        |       |       |

Напомена
- ^1  – Укључује један бод за најбржи круг.[48]
- ^2  – Александер Албон је био класификован пошто је прешао више од 90% трке.[47]
- ^3  – Јуки Цунода није почео трку. Његово место на старту је остало упражњено.[47]
- ^4  – Мик Шумахер се повукао због удеса у квалификацијама. Возачи који су се квалификовали иза њега добили су позицију на старту.[33]

## Поредак шампионата после трке
|    | Поз. | Возач          | Поени |
| -- | ---- | -------------- | ----- |
|    | 1    | Шарл Леклер    | 45    |
|    | 2    | Карлос Саинз   | 33    |
| 16 | 3    | Макс Верстапен | 25    |
|    | 4    | Џорџ Расел     | 22    |
| 2  | 5    | Луис Хамилтон  | 16    |

|   | Поз. | Конструктор | Поени |
| - | ---- | ----------- | ----- |
|   | 1    | Ферари      | 78    |
|   | 2    | Мерцедес    | 38    |
| 7 | 3    | Ред бул     | 37    |
| 1 | 4    | Алпин       | 16    |
| 2 | 5    | Хас         | 12    |

- Напомена: Само првих пет позиција су приказане на табели.